# NGC 735
NGC 735 is een spiraalvormig sterrenstelsel in het sterrenbeeld Driehoek. Het hemelobject werd op 13 september 1784 ontdekt door de Duits-Britse astronoom William Herschel.

## Synoniemen
- PGC 7282
- UGC 1411
- MCG 6-5-58
- ZWG 522.78
- 5ZW 146